# Braque
Braque Pháp là một giống chó săn chim (gundog) có nguồn gốc từ nước Pháp, chúng được biết đến với cái mũi thính.

## Tổng quan
Braque là hậu duệ trực tiếp của một trong các giống chó cổ xưa, chúng đã được bá tước vùng Foix và Béarn là Gaston Phebus mô tả từ thể kỉ XIV. Ngoài ra, nó còn xuất hiện trong nhiều bài viết của số lượng lớn các tác giả cổ xưa, trong đó họ ca ngợi lòng dũng cảm và chiếc mũi thính của Braco. Sau đó chúng được cho là ra đời trong thế chiến I. Hiện tại, cho dù hình thái cơ thể của chúng có bị biến đổi theo thời gian, nhưng tất cả các kĩ năng và hiệu quả mà chúng mang lại thì không mất.

## Đặc điểm
Có 2 giống Braque Pháp là Braque Pháp loại Gascuña, có chiều cao biến đổi từ 58 đến 69 cm, và Braque Pháp loại Pirineos, có chiều cao ít hơn, dao động trong khoảng 47 và 58 cm đến vai. Tuy nhiên cả hay đều mạnh mẽ và chắc nịch, tất nhiên cũng rất quý phái. Chúng có bộ lông ngắn, 2 màu cánh gián lẫn trắng hoặc màu cánh gián tuyền. Chó màu đen thường không phải thuộc giống Braque Pháp.

## Tập tính
Braque Pháp có tính cách nhẹ nhàng. Chúng thích ứng rất tốt với điều kiện trong thành phố. Braque có ánh nhìn khá thu hút, qua đó ta có thể thấy sự ngọt ngào và hiền lành của chúng. Braque là một con chó đồng hành với các tính cách như trầm, trung thành và tình cảm. Chúng thích sống gần chủ nhân và là người bạn đồng hành của trẻ nhỏ.
Braque Pháp thích ứng với tất cả các vùng khí hậu và tất cả các cách thức săn bắn. Mẫu vật của chúng được tìm thấy ở cả vùng núi, đồng bằng, đầm lầy và rừng. Đó là những con chó luôn luôn được sử dụng trong công việc của người dân. Nó có sự cân bằng và rất dễ dàng đào tạo. Vì vậy, nhiều người cho rằng không cần thiết phải huấn luyện chúng.